# ゲオルギー・ピャタコフ

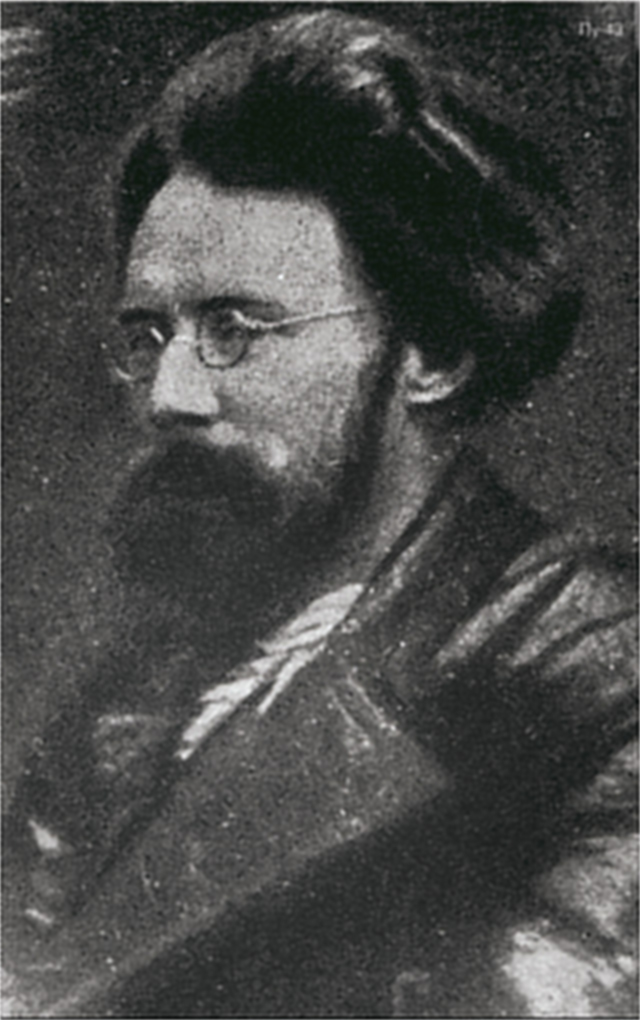
ゲオルギー・ピャタコフ

ゲオルギー（ユーリー）・レオニードヴィチ・ピャタコフ（ウクライナ語: Гео́ргій (Ю́рій) Леоні́дович П'ятако́в，ラテン文字転写：Georgy (Yury) Leonidovich Pyatakov、1890年8月6日－1937年1月30日 ）は、ソビエト連邦の政治家、革命家。
ウクライナ・ソビエトにおけるウクライナ評議会中央執行委員会の第1期メンバーで政治家および革命家であったレオニード・ピャタコフは兄に当たる。

## 人物・来歴
ロシア帝国キエフ県チェルカースィ地区（現ウクライナ・チェルカースィ州ホロディシュチェ出身。同帝国の貴族で砂糖生産者ならびマリインスキー砂糖工場オーナーであったレオニード・ティモフェーエヴィチ・ピャタコフ（ウクライナ語: Леонід Тимофійович П'ятаков，Leonid Timofeevich Pyatakov）の次男として生まれた。
1902年に聖キエフ学校に入学し1904年に社会民主党サークルへ入会するも、1905年にボルシェヴィキ学生運動へ参加したことから学校を追放されているが1907年には同校を卒業している。またピャタコフは第一次ロシア革命時、キエフでの革命運動に積極的に参加し、アナキズムサークルを率いている。のちにサンクトペテルブルク大学で経済学を学ぶも1910年に退学し、その後は本格的なアナキストとして政治活動を始めた。
1910年にウラジーミル・レーニンの指導するロシア社会民主労働党に入党。1922年にはゴスプラン（ソ連国家計画委員会）の副議長となった。レーニンの遺書では、党の若手世代を代表する人物としてブハーリンと並べてあげられている。レーニンの死後、ヨシフ・スターリンとレフ・トロツキーの争いが始まるとトロツキーを支持して「左翼反対派（合同反対派）」に参加したため、トロツキー失脚後に「トロツキスト・ジノヴィエフブロック」の一味としてピャタコフも共産党から追放された。しかし1928年には自己批判してトロツキーを批判するようになったので党復帰を許された。
復帰後の1931年からはソ連重工業人民委員部でセルゴ・オルジョニキーゼ長官に次ぐ次官をつとめた。しかし1936年に入り、スターリンがニコライ・エジョフを重用して党内の大粛清を本格化させるようになると、「元トロツキスト」のピャタコフは再びNKVDから執拗な捜査を受けるようになった。ピャタコフの妻の家にもNKVDが強制捜査に入った。身に危険を感じたピャタコフは自らの身を守るために「妻の反革命を見破れなかった」「ジノヴィエフとカーメネフと自分の妻を私の手で処刑させてほしい」とエジョフに訴え出たが、エジョフは「ばからしい」といってまともに取り合わなかった。またスターリンとオルジョニキーゼにもジノヴィエフ・カーメネフ・トロツキーを口汚く罵る手紙を送って、スターリンへの忠誠を示そうとしたが、これも相手にはされなかった。ピャタコフは、グリゴリー・ソコリニコフ追放にも大賛成していたが、もはやスターリン達にとってピャタコフは生かしておく意味のない人間であった。
1936年9月11日をもってピャタコフは共産党を追放され、翌12日に反革命罪で逮捕された。1937年1月23日に始まった第二回モスクワ裁判では見世物のように使われたが、減刑は要求しなかった。
1937年1月30日に死刑判決があり、速やかに銃殺された。
ミハイル・ゴルバチョフが政権を握った後の1988年に名誉回復され、党籍も回復された。